# Heilbronner Sortierung
Die Heilbronner Sortierung ist ein System zur Klassifizierung von Rohholz im Holzhandel. Das System wurde in Südwestdeutschland entwickelt und erhielt seinen Namen nach der Stadt Heilbronn, wo einst die Holzflößerei große Bedeutung hatte und wo ein großer Holzumschlagplatz bestand.
Die Heilbronner Sortierung  verlangt für bestimmte Stammlängen auch bestimmte Zopfdurchmesser. Je höher die Klasse, umso stärker und gleichzeitig länger muss der Stamm sein.
Die einzelnen Klassen der Heilbronner Sortierung sind:
| Klasse | Mindestlänge | Mindestzopfdurchmesser | Messzahl |
| ------ | ------------ | ---------------------- | -------- |
| H 1    | 8 m          | 10 cm                  | 29       |
| H 2    | 10 m         | 12 cm                  | 32       |
| H 3    | 14 m         | 14 cm                  | 36       |
| H 4    | 16 m         | 17 cm                  | 40       |
| H 5    | 18 m         | 22 cm                  | 46       |
| H 6    | 18 m         | 30 cm                  | 50       |

## Praktischer Hintergrund
Für die Erzeugung von Bauholz z. B. Balken bestimmter Dimension ist ein Stamm mit einer entsprechenden Länge und dem entsprechenden Durchmesser am schwächeren Ende dieser Länge notwendig. Somit kann ein Sägewerk Holz der entsprechenden Klasse bestellen um die gewünschten Dimensionen aus dem Holz erzeugen zu können.

## Bedeutung für den Wert stehenden Holzes
Aus den Kennzahlen der Heilbronner Sortierung ergibt sich, dass nach diesem System ein schlankgewachsener hoher Baumbestand besser bewertet wird als ein Bestand mit gedrungenen, aber kräftigen Stämmen, die bei gleicher Länge je Stamm mehr reine Holzmasse beinhalten. Dies war aus Sicht des Holzkäufers durchaus gerechtfertigt, denn schließlich ist die Ausbeute abholziger Bäume geringer.